# Wieża Górnośląska w Poznaniu
Wieża Górnośląska w Poznaniu (niem. Turm der Oberschlesischen Eisenindustrie, Oberschlesischer Turm, Oberschlesien-Turm) – wieża wodna z halą targową w Poznaniu, zbudowana w 1911 roku przez niemieckiego architekta Hansa Poelziga (konstrukcję wykonała Donnersmarckhütte AG z Zabrza), przy okazji organizacji przez władze niemieckie wystawy przemysłu, rzemiosła i rolnictwa (Wystawa Wschodnioniemiecka, Ostdeutsche Ausstellung Posen 1911).
Pomysłodawcą wieży był Hans Poelzig, konstrukcja miała uświetnić Wystawę Wschodnioniemiecką. Otwarcia mierzącej 52 metry wysokości i ważącej 1375 ton konstrukcji dokonał 15 maja 1911 roku następca tronu Fryderyk Wilhelm. Po zakończeniu wystawy funkcjonowała w niej restauracja i cysterna, która zaopatrywała w wodę dzielnice Jeżyce i Łazarz. Wieża została doceniona w Europie za swoją konstrukcję, wśród chwalących projekt znalazł się Fritz Lang. Wieżę wzorowaną na Wieży Górnośląskiej umieścił on w swoim filmie „Metropolis”.
Po odzyskaniu niepodległości przez Polskę planowano wieżę wyburzyć, ale ze względu na koszty operacji oraz obecność cysterny z planów tych zrezygnowano, a w wieży organizowano ekspozycje i imprezy sportowe. W 1921 była jednym z budynków goszczących pierwszy Targ Poznański (następcę Wystawy Wschodnioniemieckiej), imprezę przekształconą następnie w Międzynarodowe Targi Poznańskie. Do 1928 roku powstał kompleks wielu innych budynków i hal, na których rok później zorganizowano Powszechną Wystawę Krajową, którą odwiedziło 4,5 mln osób z całego świata.
W okresie okupacji na terenie targów Niemcy stworzyli filię fabryki samolotów Focke-Wulf, która 9 kwietnia 1944 roku została częściowo zniszczona przez Amerykanów w czasie bombardowania, a w 1945 roku ponownie została uszkodzona w czasie walk o miasto. Po wojnie nie zdecydowano się na jej odbudowę i w 1947 roku dokonano częściowej rozbiórki ruiny. W 1955 roku dokonano przebudowy pozostałości wieży według projektu prof. Bolesława Szmidta i zbudowano w tym miejscu „Iglicę” (istniejący do dziś pawilon 11.).